# Pruzilly
Pruzilly település Franciaországban, Saône-et-Loire megyében. Lakosainak száma 330 fő (2022. január 1.). Pruzilly Cenves, Juliénas, Leynes, Saint-Amour-Bellevue és Saint-Vérand községekkel határos.

## Népesség
A település népességének változása:
| Lakosok száma | 298  | 315  | 331  | 337  | 338  | 344  | 347  | 338  | 330  |
|               | 2013 | 2015 | 2016 | 2017 | 2018 | 2019 | 2020 | 2021 | 2022 |